# زو تايكون 2
زو تايكون 2 (بالإنجليزية: Zoo Tycoon 2)‏ هي لعبة محاكاة تجارة من تطوير شركة بلو فانغ غيمز ونشر شركة إكس بوكس غيم ستوديوز وماك سوفت جيمز، صدرت اللعبة في 9 نوفمبر 2004.